# Stephanie Sarreal Park
Stephanie Sarreal Park ist eine US-amerikanische Theater- und Filmschauspielerin koreanischer Herkunft.

## Leben
Park besuchte bis 2004 die Caldwell High School in Caldwell, Idaho. Nach der High School besuchte sie das Cornish College of the Arts in Seattle, Washington, das sie 2011 mit dem Bachelor of Arts in Theaterschauspiel verließ. Anschließend machte sie Kurse im Improvisationstheater.
Ihre erste Filmrolle hatte sie in dem Spielfilm Fat Kid Rules the World aus dem Jahr 2012. Der Film wurde am 9. März 2012 auf dem South by Southwest uraufgeführt. Im gleichen Jahr hatte sie in der The-Asylum-Fernsehproduktion Bigfoot – Die Legende lebt! eine größere Filmrolle inne. In diesem B-Movie verkörperte sie die Geliebte des Protagonisten. Daneben war sie in verschiedenen Theaterproduktionen zu sehen.
2017 schloss sie eine Ausbildung zur Physiotherapeutin in Culver City, Kalifornien ab und ist in Lynnwood wohnhaft.

## Filmografie
- 2012: Fat Kid Rules the World
- 2012: Bigfoot – Die Legende lebt! (Bigfoot) (Fernsehfilm)

## Theater
- Spoon River Anthology (Canyon Community Theatre, Regie: Ron Torres)
- The Merchant of Venice (College of Southern Idaho, Regie: Laine Steele)
- Antigone (College of Southern Idaho, Regie: Tony Mannen)
- Myth Project (Canyon Community Theatre, Regie: Marya Sea Kaminski)
- Coriolanus (Cornish College of the Arts, Regie: John Farrage)
- The Red Seal of Fwadindearth (Cornish College of the Arts, Regie: Marya Sea Kaminski)
- The Rimers of Eldritch (Cornish College of the Arts, Regie: John Vreeke)
- A Woman of no Importance (Cornish College of the Arts, Regie: Katjana Vadeboncoeur)
- Imago (Cornish College of the Arts, Regie: Camille Anthony)
- Mountain of Dreams (Cornish College of the Arts, Regie: David Brown)
- Are you sure you want to watch this? (Act Theatre, Regie: Andrew MacMasters)